# Aero Ae 270 Ibis
De Aero Ae 270 Ibis is een Tsjechisch passagiers- en vrachtvliegtuig gebouwd door Aero. De eerste vlucht vond plaats op 25 juli 2000.

## Specificaties
- Bemanning: 2
- Capaciteit: 8 personen
- Lengte: 12,23 m
- Spanwijdte: 13,82 m
- Hoogte: 4,78 m
- Vleugeloppervlak: 21,00 m²
- Leeggewicht: 1 788 kg
- Max. startgewicht: 3 300 kg
- Motor: 1× Pratt & Whitney Canada PT6-42A, 634 kW
- Maximumsnelheid: 409 km/h
- Vliegbereik: 2 916 km
- Plafond: 7 620 m